# Cody Williams
Cody Leron Williams (* 20. November 2004 in San Luis Obispo, Kalifornien) ist ein US-amerikanischer Basketballspieler.

## Werdegang
Cody Williams wuchs in Gilbert im Bundesstaat Arizona auf, wo er für die Basketballmannschaft der örtlichen Perry High School spielte. Williams wurde als einer der besten Highschoolspieler der Vereinigten Staaten seines Jahrgangs eingeschätzt und entschied sich, nach seinem Schulabschluss für die Mannschaft der University of Colorado at Boulder zu spielen. Er studierte an der Hochschule das Fach integrative Physiologie. In Boulder wurde er Mannschaftskamerad des Deutschen Tristan da Silva.
Williams erzielte während des Spieljahres 2023/24 im Durchschnitt 11,9 Punkte, wurde aber insbesondere dank seiner Verteidigungsleistungen als Anwärter auf einen der vorderen Plätze beim NBA-Draftverfahren 2024 gehandelt. Williams hatte in der Saison 2023/24 mit Verletzungen zu kämpfen, zog sich Knochenbrüche im Handgelenk (Anfang Dezember 2023) sowie in der Augenhöhle (Anfang Februar 2024) zu.
Er wurde im Ende 2024 beim Draftverfahren der NBA an zehnter Stelle von den Utah Jazz ausgewählt.

## Persönliches
Cody Williams ist der jüngere Bruder von Jalen Williams, der ebenfalls in der NBA spielt und im NBA-Draft 2022 an zwölfter Stelle von den Oklahoma City Thunder ausgewählt wurde.